# Гуляйпільська волость (Зміївський повіт)
Гуляйпільська волость — адміністративно-територіальна одиниця Зміївського повіту Харківської губернії.

Найбільші поселення волості станом на 1914 рік:
- слобода Гуляй Поле — 2040 мешканців.

Старшиної волості був Дерев'янка Григорій Прокопович, волосним писарем — Бондаренко Іван Дмитрович, головою волосного суду — Мудран Григорій Степанович.